# Pseudomelaniidae
De Pseudomelaniidae zijn een familie van uitgestorven weekdieren uit de klasse van de Gastropoda (slakken).

## Taxonomie
De volgende geslachten zijn in de familie ingedeeld:
- † Bayania Munier-Chalmas in Hébert & Munier-Chalmas, 1877
- † Cloughtonia Hudleston, 1882
- † Pseudomelania Pictet & Campiche in Pictet, 1862